# Bovelles
Bovelles est une commune française située dans le département de la Somme en région Hauts-de-France.

## Géographie

### Localisation
Bovelles est un village picard de l'Amiénois.
Limitrophe d'Ailly-sur-Somme, la localité est située à 11 km à l'ouest d'Amiens, 33 km au sud-est d'Abbeville et à 49 km au nord de Beauvais, à vol d'oiseau.
Le territoire de la commune est limitrophe de ceux de sept communes.
Les communes limitrophes sont  Ailly-sur-Somme, Ferrières, Guignemicourt, Picquigny, Pissy, Saisseval et Seux.

### Hydrographie
La commune est située dans le bassin Artois-Picardie. Elle n'est drainée par aucun cours d'eau.

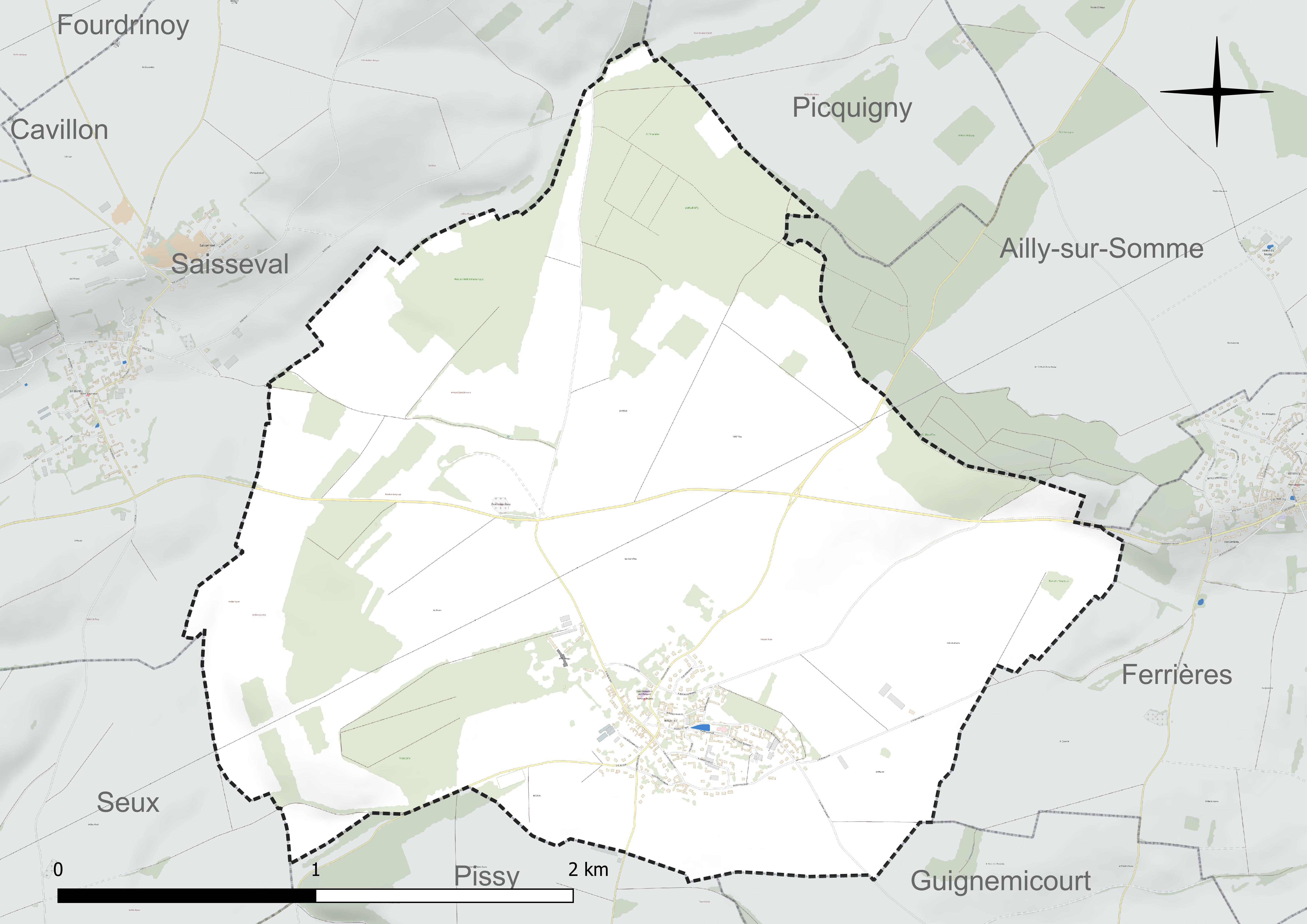
Réseau hydrographique de Bovelles.

### Climat
Pour des articles plus généraux, voir Climat des Hauts-de-France et Climat de la Somme.
En 2010, le climat de la commune est de type climat océanique dégradé des plaines du Centre et du Nord, selon une étude du CNRS s'appuyant sur une série de données couvrant la période 1971-2000. En 2020, Météo-France publie une typologie des climats de la France métropolitaine dans laquelle la commune est exposée à un climat océanique et est dans la région climatique Côtes de la Manche orientale, caractérisée par un faible ensoleillement (1 550 h/an) ; forte humidité de l'air (plus de 20 h/jour avec humidité relative > 80 % en hiver), vents forts fréquents.
Pour la période 1971-2000, la température annuelle moyenne est de 10,4 °C, avec une amplitude thermique annuelle de 14,3 °C. Le cumul annuel moyen de précipitations est de 734 mm, avec 11,7 jours de précipitations en janvier et 8,8 jours en juillet. Pour la période 1991-2020, la température moyenne annuelle observée sur la station météorologique la plus proche, située sur la commune de Glisy à 18 km à vol d'oiseau, est de 11,1 °C et le cumul annuel moyen de précipitations est de 646,6 mm,. Pour l'avenir, les paramètres climatiques de la commune estimés pour 2050 selon différents scénarios d'émission de gaz à effet de serre sont consultables sur un site dédié publié par Météo-France en novembre 2022.

## Urbanisme

### Typologie
Au 1er janvier 2024, Bovelles est catégorisée commune rurale à habitat dispersé, selon la nouvelle grille communale de densité à sept niveaux définie par l'Insee en 2022.
Elle est située hors unité urbaine. Par ailleurs la commune fait partie de l'aire d'attraction d'Amiens, dont elle est une commune de la couronne,. Cette aire, qui regroupe 369 communes, est catégorisée dans les aires de 200 000 à moins de 700 000 habitants,.

### Occupation des sols
L'occupation des sols de la commune, telle qu'elle ressort de la base de données européenne d'occupation biophysique des sols Corine Land Cover (CLC), est marquée par l'importance des territoires agricoles (74,1 % en 2018), une proportion sensiblement équivalente à celle de 1990 (74,5 %). La répartition détaillée en 2018 est la suivante : 
terres arables (74,1 %), forêts (21,5 %), zones urbanisées (4,4 %). L'évolution de l'occupation des sols de la commune et de ses infrastructures peut être observée sur les différentes représentations cartographiques du territoire : la carte de Cassini (XVIIIe siècle), la carte d'état-major (1820-1866) et les cartes ou photos aériennes de l'IGN pour la période actuelle (1950 à aujourd'hui).

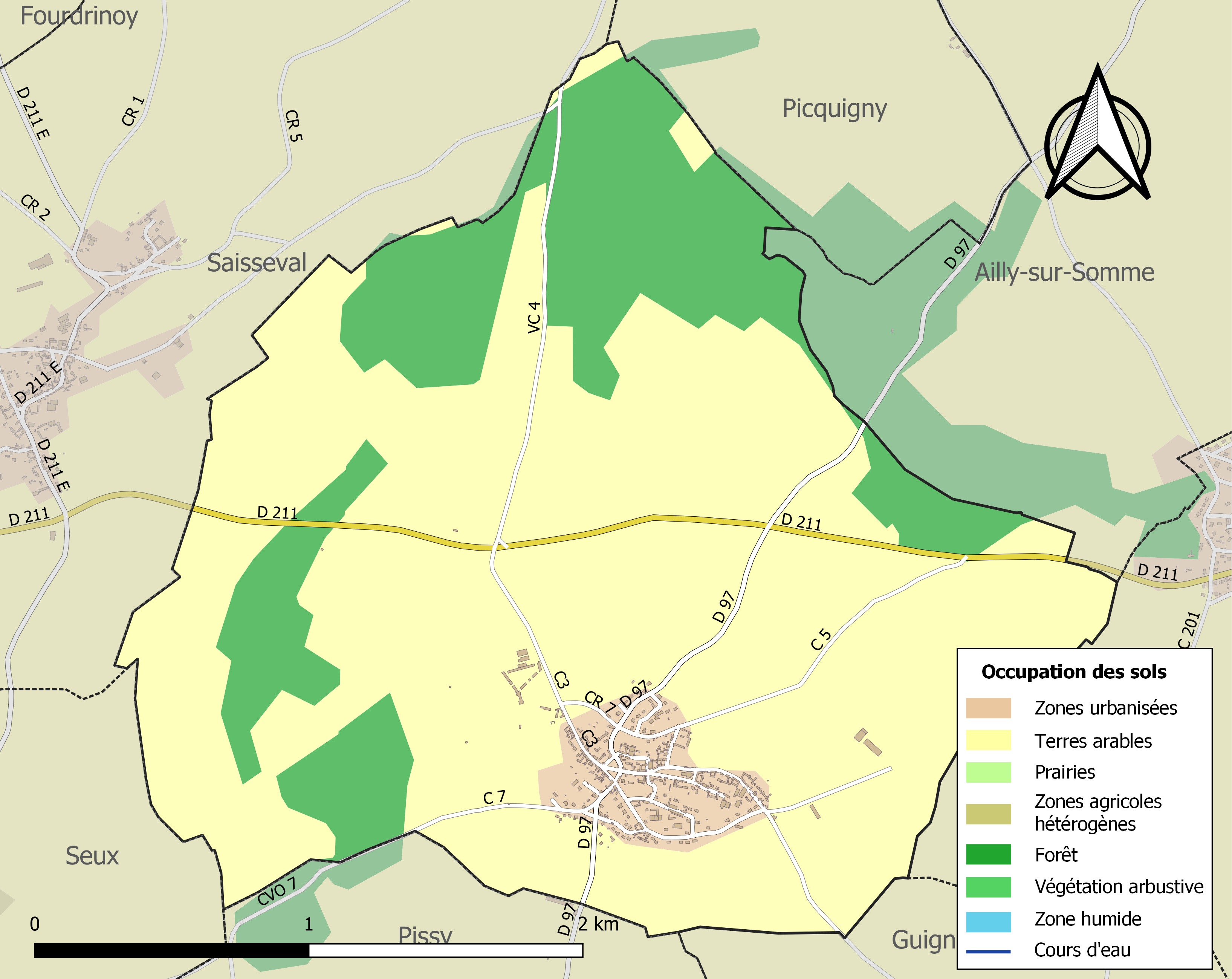
Carte des infrastructures et de l'occupation des sols de la commune en 2018 (CLC).

### Voies de communication et transports
En 2019, Bovelles est desservie par la ligne d'autocars no 4 (Blangy-sur-Bresle - Amiens) du réseau Trans'80, Hauts-de-France, chaque jour de la semaine sauf le dimanche et les jours fériés. Elle est maintenant aussi desservie par la ligne Ametis appelée R63 en direction de Creuse.

## Toponymie
Le nom de la localité est attesté sous les formes Bovella en 1178 ; Bouel en 1286 ; Bove en 12.. ; Bovele en 1301 ; Bovelle en 1487 ; Bovelle en 1507 ; Boüelle en 1648 ; Boüelles en 1692 ; Bovesles en 1726 ; Bovelles de Bricquemesnil en 1726 ; Brouelle en 1761.
Diminutif du nom de lieu voisin Boves.
- Sens du toponyme : « plusieurs petits Boves » (souterrain), ou Bovels. Dans les départements du Nord de la France, on retrouve cette association graphie/sens. Par exemple, les boves d'Arras ou du canton de Vailly-sur-Aisne, de bova (souterrain en forme de boyau), sont des grottes allongées en forme de boyau, qui ont servi d'habitat depuis le néolithique et pendant toute l'époque gauloise au moins, creusées dans le massif calcaire. Les bovettes : ou bovelles, sont des fermes construites autour des boves et qui comportent toutes un souterrain. À cause de ces boves, de multiples effondrements se sont déroulés près de l'ancienne caserne de pompiers.
- Interprétation locale du toponyme : seule la tradition orale va dans ce sens, mais aucune découverte ne l'a confirmée (peut-être cherchait-on de grands souterrains).

## Histoire

### Moyen Âge
Selon la tradition orale, au Moyen Âge, des souterrains mèneraient du cimetière jusque dans le « Fond de Picquigny » ou Picquigny même. Les connaissances à ce jour ne permettent pas de savoir si le site actuel du village était occupé par un quelconque habitat, éloigné d'environ un kilomètre de la chapelle primitive.

### Époque moderne
Vers 1600-1680 : abandon (soudain ou progressif ?… pour cause(s) inconnue(s) !) des habitations entourant le cimetière ; par hypothèse : 
1) Les dévastations de toute la région à l'époque de la guerre contre les Espagnols et de la prise de Corbie (1636) auraient-elles été dramatiquement illustrées à Bovelles par le pillage puis l'incendie général du village serré autour de sa chapelle qu'entoure le cimetière ?
2) La permanence ou la fréquence d'un foyer de peste.
Le château est construit après 1750 pour le sieur de Gribeauval. La vie du village semble avoir alors été transformée, économiquement et sociologiquement, par l'ampleur du chantier : durée des travaux, et présence prolongée d'artisans, ouvriers et manœuvres extérieurs au village. Une fois terminés la construction et l'aménagement du château, le train de vie du maître des lieux (pourtant temporairement tombé en disgrâce), ingénieur militaire, maréchal de camp et inspecteur de l'artillerie, contribue particulièrement à l'animation du village.

### Époque contemporaine
Bovelles est temporairement, chef-lieu de canton pendant la Révolution française.

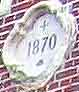
136 ans (février 2006) après l'inauguration, le gel se mit à ronger le bord inférieur du trèfle de pierre.

L'église de Bovelles commençant à souffrir des affres du temps, les réparations devenant toujours plus fréquentes et plus importantes, il est demandé à la municipalité voisine desservie justement par le même prêtre, d'apporter sa contribution… ce que les édiles de Ferrières refusent.
En 1870, a lieu la bénédiction de la « nouvelle » église.
Dès les années 1890-1914 (bien connues pour l'engouement de l'étude de l'histoire locale, encouragée par la « dynamique » amorcée par la politique d'alphabétisation et de scolarisation de Jules Ferry), anciens du village et historiens amateurs locaux n'arrivent pas plus à confirmer ce que rapportent des traditions orales contradictoires que des contemporains, tels que Marc Roussel (natif du village) et Claude Belleville (instituteur longtemps en poste dans la commune) ayant procédé indépendamment l'un de l'autre, en petites « campagnes » d'enquêtes et d'interviews systématiques de tous les plus anciens « porteurs de mémoire » encore vivants dans les années 1985-1995. La disponibilité, la quantité de sources, documents et témoignages sont si faibles que le doute subsiste !
Première Guerre mondiale
Seconde Guerre mondiale

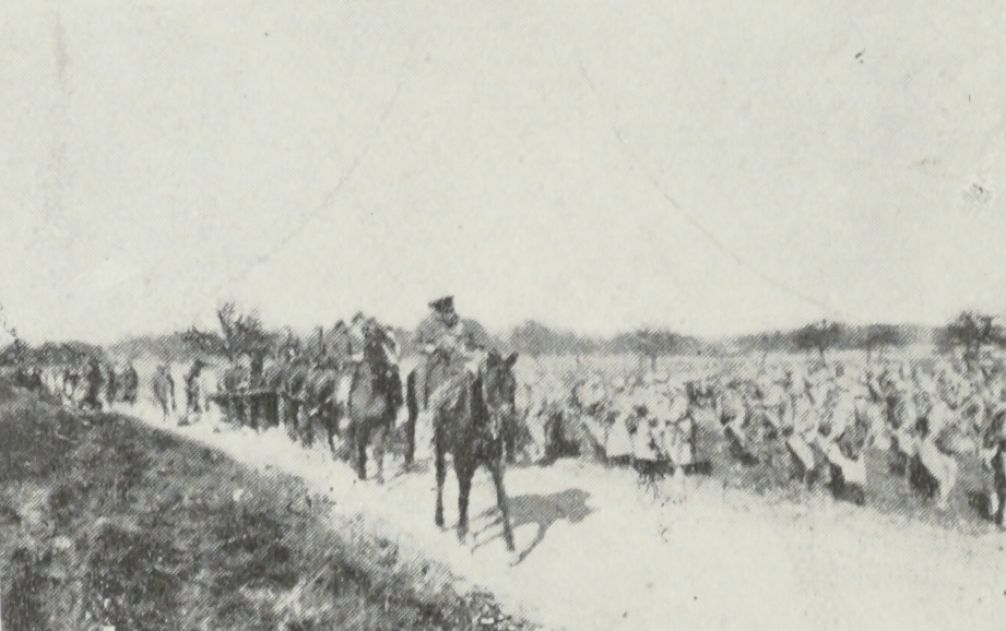
Convoi d'artillerie indienne croisant le de chasseurs à pied à Bovelles, vers avril 1918.

L'armée allemande approchant, les habitants du village (craignant, comme tous les autres des environs, d'avoir à être cernés dans une zone de combats rappelant les terribles souvenirs de 1914-1918 et de ses tranchées, et obéissant par ailleurs aux ordres d'évacuation imposée par les autorités militaires) abandonnent leurs maisons, entassent un maximum de leurs biens sur les moyens de locomotion dont ils disposent, et partent grossir les cohortes de réfugiés de… l'Exode, pour fuir, bien souvent sans but précis, le plus loin possible en tout cas du danger… et dans l'espoir de franchir au moins la Seine.

## Politique et administration

### Intercommunalité
Avec quelques autres villages voisins, Bovelles rejoint en 2004 la communauté d'agglomération Amiens Métropole, un établissement public de coopération intercommunale (EPCI) à fiscalité propre créé en 1994.

### Liste des maires
| Période                                  | Période                      | Identité           | Étiquette | Qualité                                                           |
| ---------------------------------------- | ---------------------------- | ------------------ | --------- | ----------------------------------------------------------------- |
|                                          | 1945                         | Arthur Dehostingue |           | Agriculteur                                                       |
| 1945                                     | 1954                         | Liébert Crognier   |           | Agriculteur                                                       |
| 1954                                     |                              | Maurice Warot      |           |                                                                   |
|                                          |                              | Gabriel Brunel     |           | Maréchal-ferrant, président de la chambre des métiers de la Somme |
|                                          |                              | Joseph Braibant    |           | Agriculteur                                                       |
|                                          |                              | Georges Duclercq   |           | Ingénieur agronome retraité                                       |
| Les données manquantes sont à compléter. |                              |                    |           |                                                                   |
| mars 2001                                | 2020                         | Denis Dhondt       |           | Vice-président de la CA Amiens Métropole (2014 → 2020)            |
| 2020                                     | En cours (au 8 octobre 2020) | Mickaël Grimaux    |           |                                                                   |

## Population et société

### Démographie
L'évolution du nombre d'habitants est connue à travers les recensements de la population effectués dans la commune depuis 1793. Pour les communes de moins de 10 000 habitants, une enquête de recensement portant sur toute la population est réalisée tous les cinq ans, les populations de référence des années intermédiaires étant quant à elles estimées par interpolation ou extrapolation. Pour la commune, le premier recensement exhaustif entrant dans le cadre du nouveau dispositif a été réalisé en 2004.

En 2022, la commune comptait 419 habitants, en évolution de −4,34 % par rapport à 2016 (Somme : −1,26 %, France hors Mayotte : +2,11 %).
| 1793 | 1800 | 1806 | 1821 | 1831 | 1836 | 1841 | 1846 | 1851 |
| ---- | ---- | ---- | ---- | ---- | ---- | ---- | ---- | ---- |
| 466  | 453  | 477  | 521  | 568  | 580  | 548  | 564  | 539  |

| 1856 | 1861 | 1866 | 1872 | 1876 | 1881 | 1886 | 1891 | 1896 |
| ---- | ---- | ---- | ---- | ---- | ---- | ---- | ---- | ---- |
| 558  | 548  | 507  | 461  | 438  | 408  | 371  | 360  | 332  |

| 1901 | 1906 | 1911 | 1921 | 1926 | 1931 | 1936 | 1946 | 1954 |
| ---- | ---- | ---- | ---- | ---- | ---- | ---- | ---- | ---- |
| 298  | 290  | 265  | 243  | 250  | 217  | 233  | 222  | 218  |

| 1962 | 1968 | 1975 | 1982 | 1990 | 1999 | 2004 | 2006 | 2009 |
| ---- | ---- | ---- | ---- | ---- | ---- | ---- | ---- | ---- |
| 247  | 206  | 241  | 273  | 336  | 340  | 361  | 354  | 391  |

| 2014 | 2019 | 2022 | - | - | - | - | - | - |
| ---- | ---- | ---- | - | - | - | - | - | - |
| 427  | 427  | 419  | - | - | - | - | - | - |

### Enseignement
La commune prend en charge les enfants d'âge scolaire au sein d'un regroupement pédagogique intercommunal.
À la rentrée 2014, Guignemicourt accueille les très petits/petits, Seux les moyens, Pissy la grande section, Bovelles les CP et les CM1, Briquemesnil les CE1 et des CE2, Ferrières des CE2 et les CM2.
Si la cantine siège à Pissy, des garderies sont mises en place à Ferrières et Guignemicourt.

### Cultes
Pour ce qui concerne le culte catholique, par décision de l'évêque d'Amiens, depuis le 1er janvier 2003, Bovelles dépend de la paroisse Saint-Simon du Molliénois.

## Culture locale et patrimoine

### Lieux et monuments
dans la localité elle-même

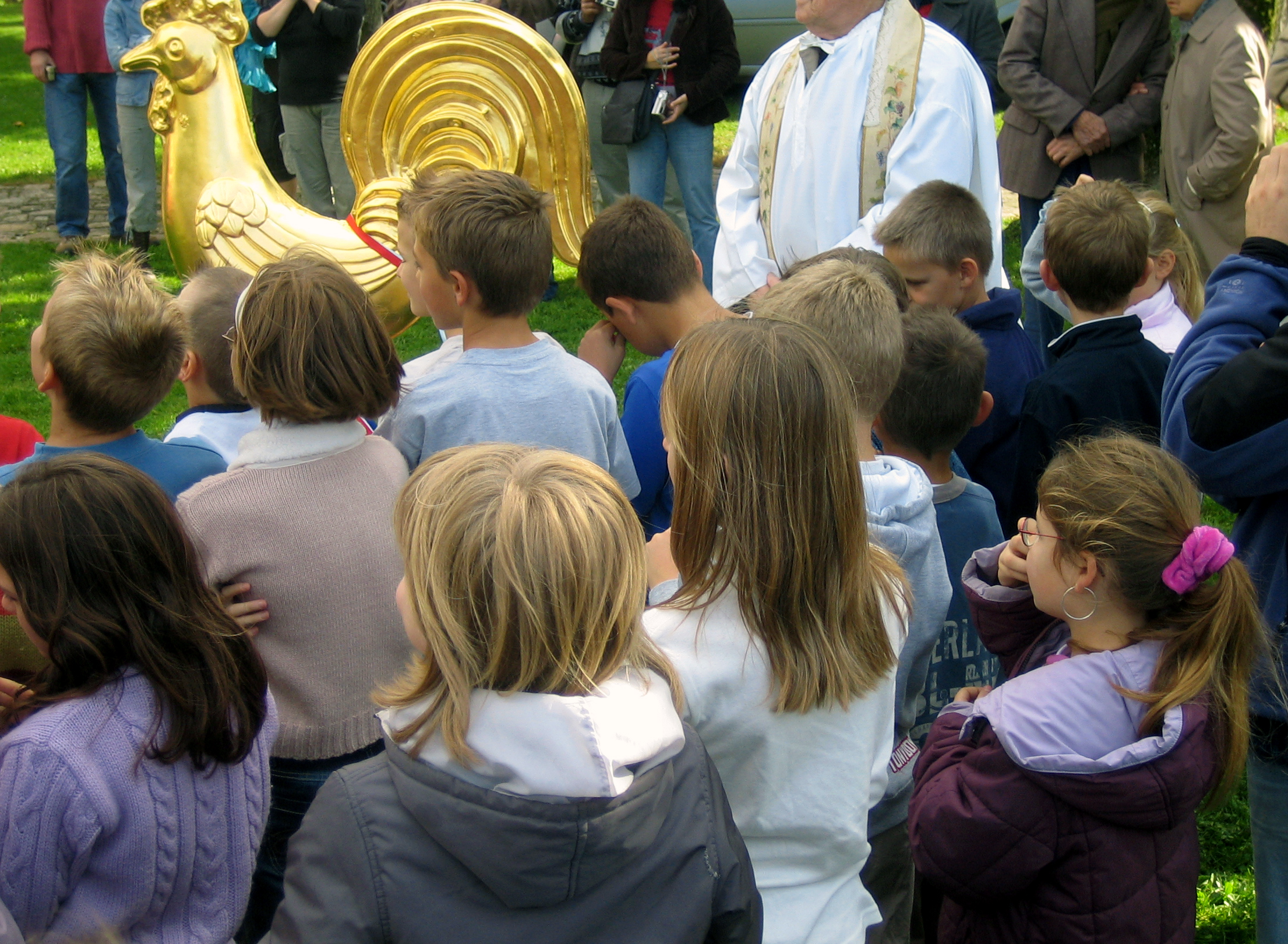
Cérémonie de réinstallation du coq sur le paratonnerre de l'église, en 2006.

- Église Notre-Dame-de-la-Nativité, inaugurée et consacrée en 1870.

Une reproduction de L'Ange pleureur (de la cathédrale Notre-Dame d'Amiens) est installée dans le transept nord, près de l'autel dédié à saint Joseph.
Le coq, qui avait déjà été provisoirement descendu de la flèche vers 1955, avait eu sa fixation endommagée lors de la tempête de décembre 2004. Le 19 octobre 2006, parfaitement restauré, il fut réinstallé spectaculairement grâce à une grue gigantesque, après une cérémonie ayant réuni les enfants de l'école et tous les habitants disponibles.
- Le château de Gribeauval, terminé quelques années avant la Révolution française.
- Mairie et école devant l'ancienne « Grand mare ».
- Ancienne école (aujourd'hui propriété privée).
- Ancienne école de filles (aujourd'hui propriété privée).
- Ancien presbytère, construit en 1870 et transformé en logements communaux en 2017.
- Ancien manoir seigneurial aussi appelé château Perdu.
- Calvaire de la place Centrale.
- Ancien puits (sur la place Centrale).
- Ancienne « cabane à pompe (à incendie) », bâtie en 1869 (sur la place Centrale).
- Calvaire ou croix de mission ou croix de la musique (à la limite du village, après le château, en direction du cimetière).

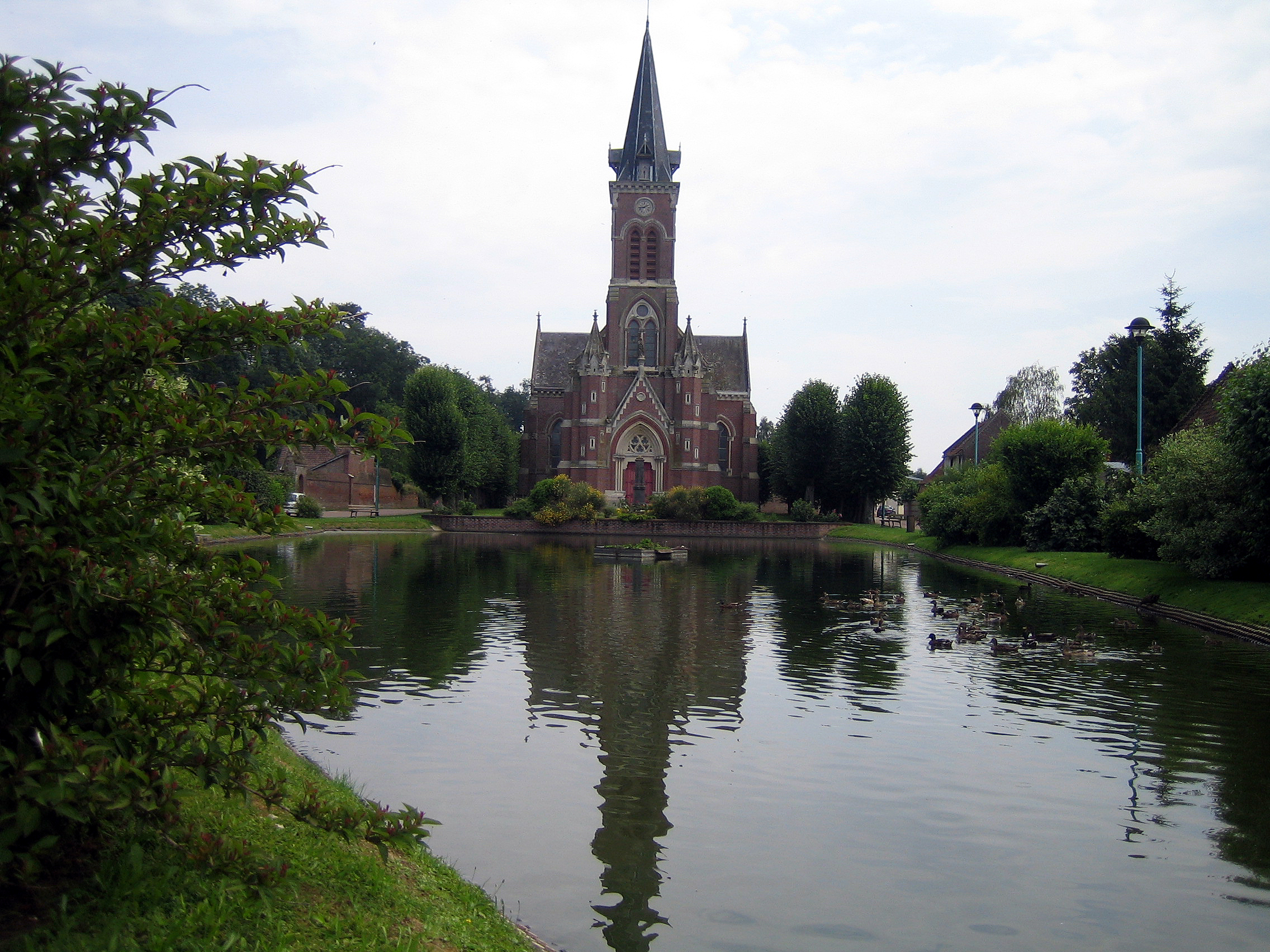
L'église et la mare.
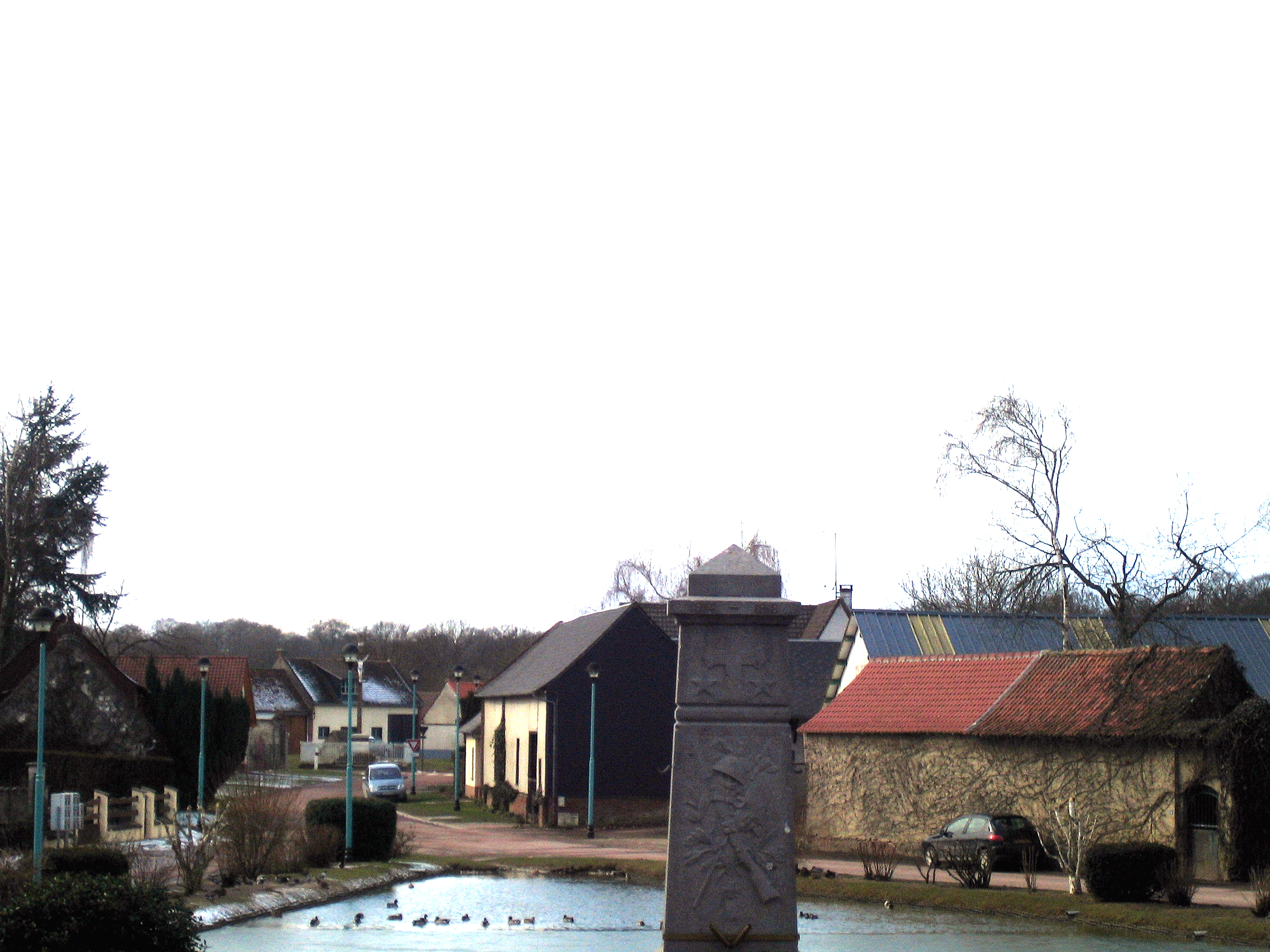
Vue du centre du village depuis la marche supérieure du portail de l'église.
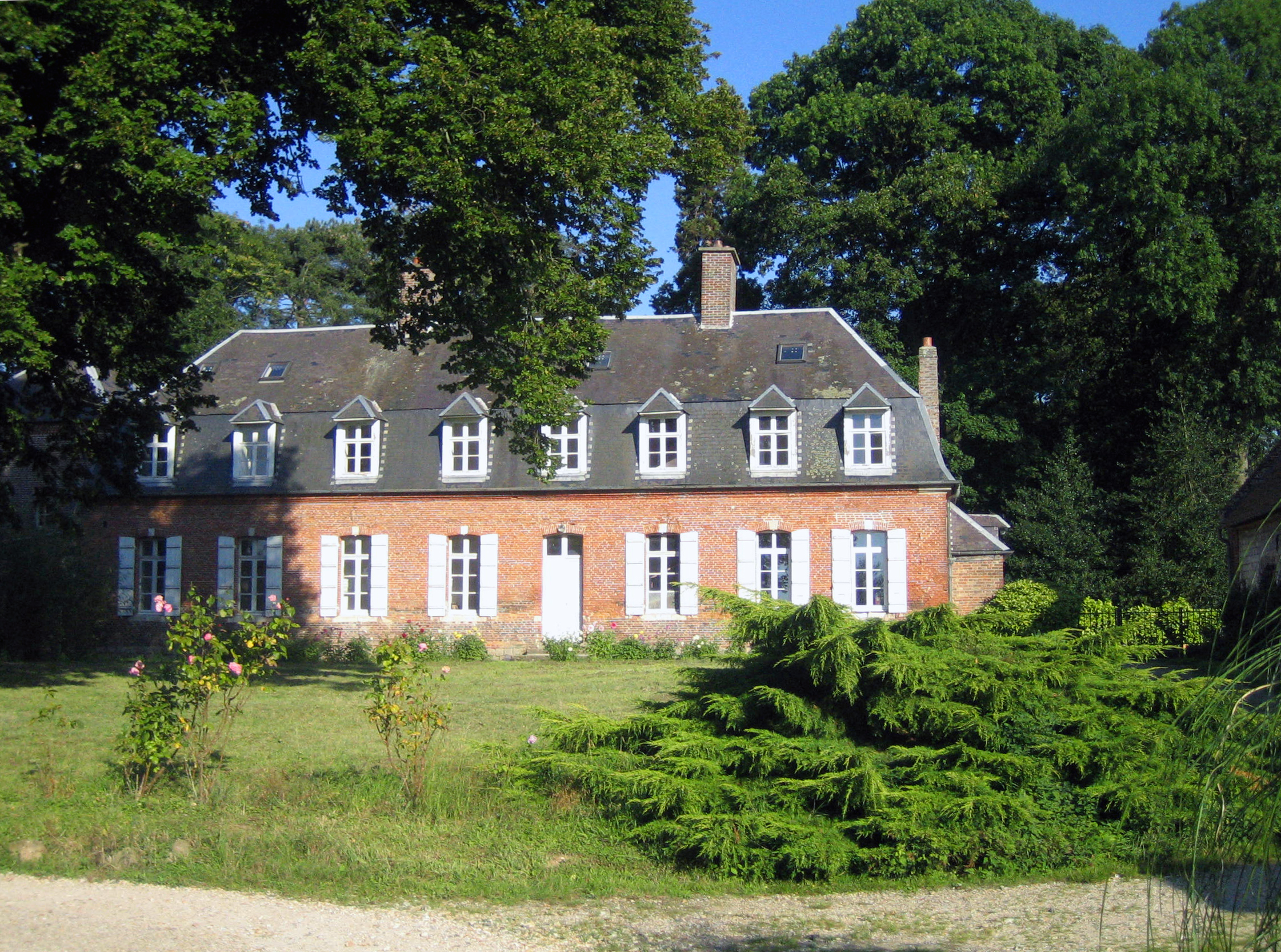
Façade ouest de l'ancien manoir seigneurial.

à l'extérieur du village
- Chapelle du cimetière.
- Cimetière.
- Moulin, aujourd'hui disparu.

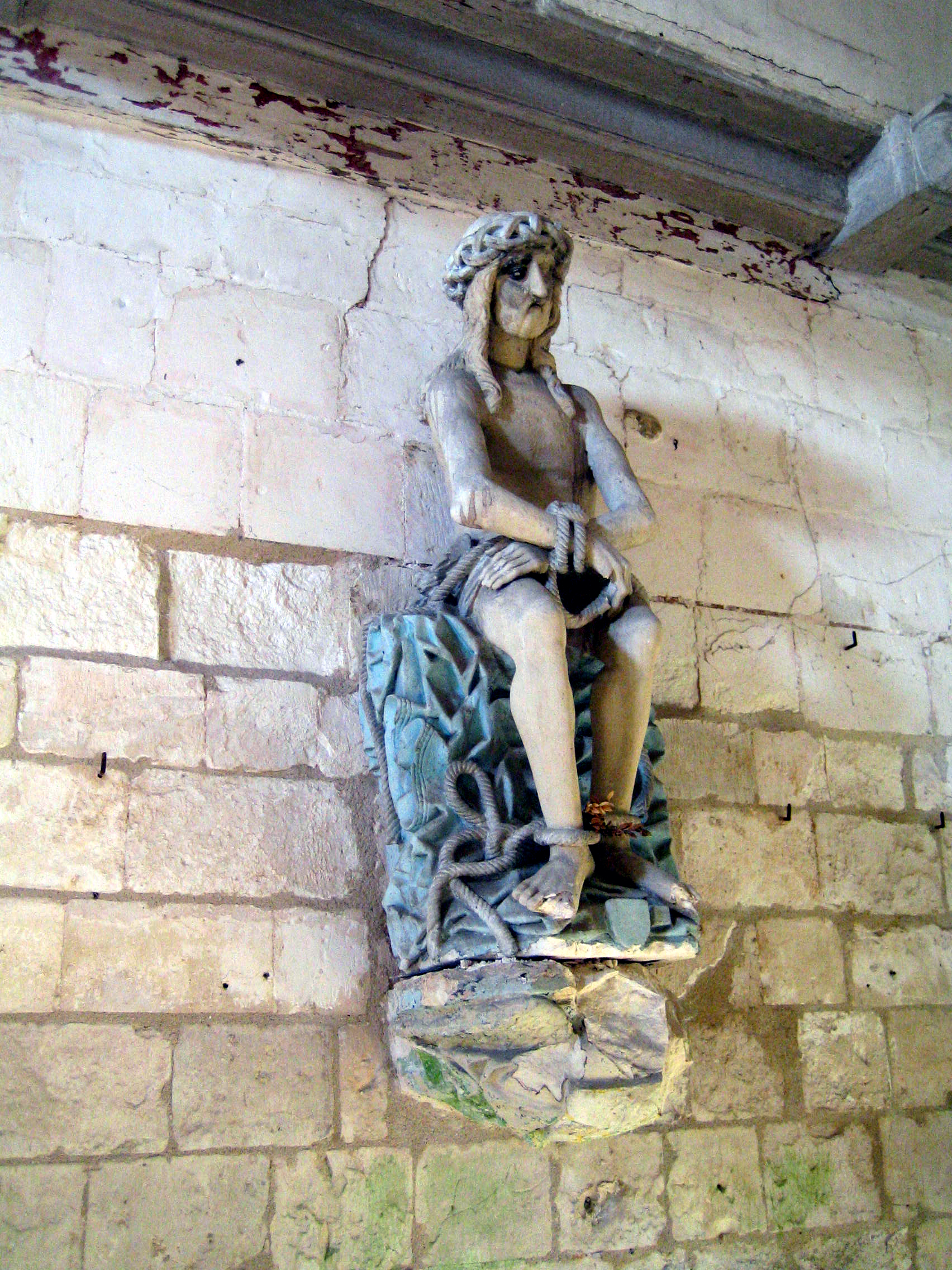
Le Christ de pitié, à l'intérieur de la chapelle.
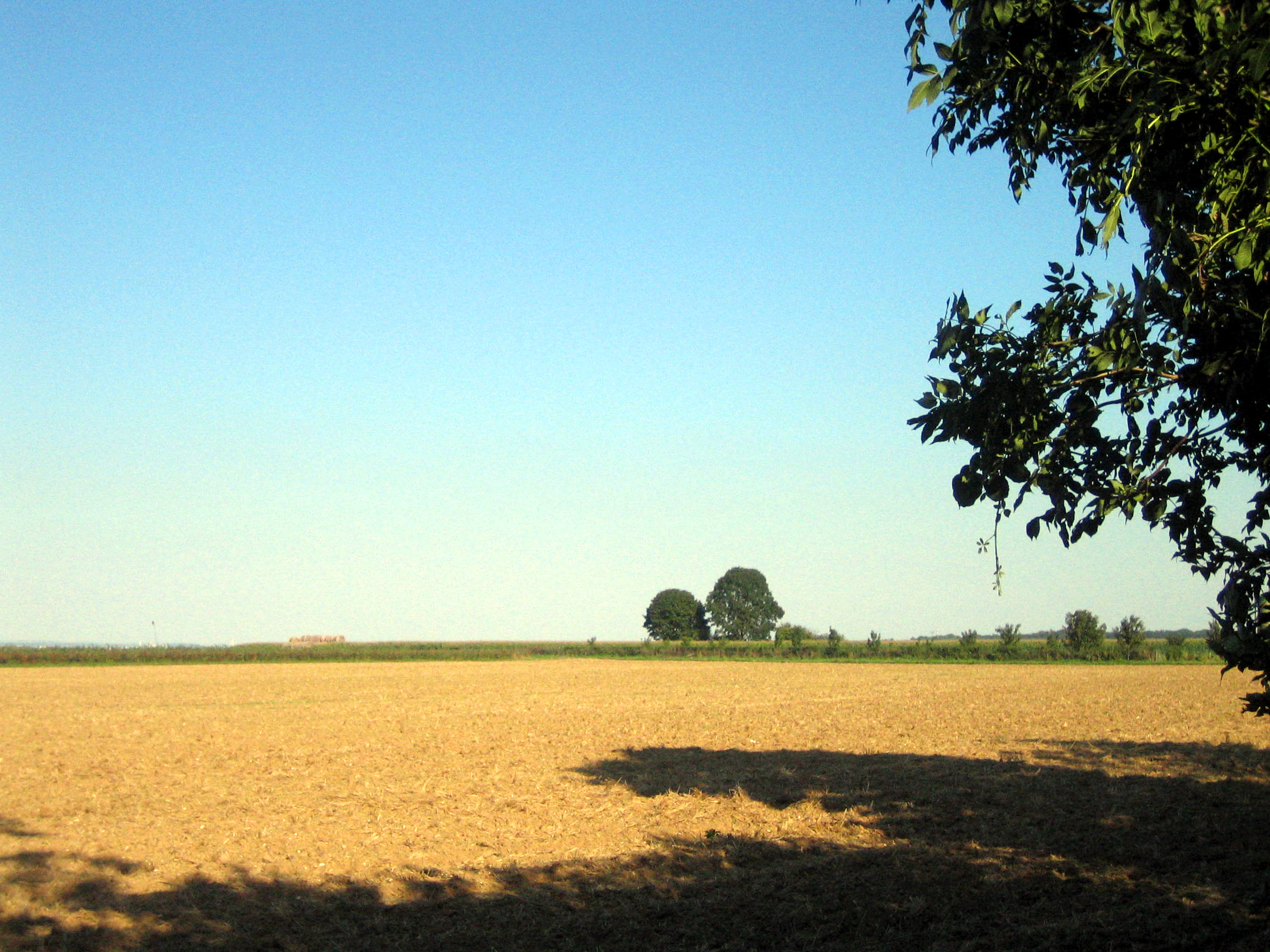
Le moulin se dressait exactement au bouquet d'arbres actuel, un peu à l'écart du village, sur la droite du chemin menant à Ferrières.

### Personnalités liées à la commune
- Jean-Baptiste Vaquette de Gribeauval, chatelain, inventeur du canon de 24 Gribeauval (en).

### Bovelles dans les arts
- La Femme enfant (sorti en 1980), film de Raphaëlle Billetdoux (acteurs : Klaus Kinski, Pénélope Palmer, etc.), qui fut présenté en 1980, au Festival de Cannes, dans la série « Un certain regard ».
Le film est tourné à l'automne 1979, entrainant une animation exceptionnelle dans le village. Deux rues, le café installé à leur croisement et surtout l'église (son intérieur et ses orgues) servent de décor à plusieurs séquences du film. cinq ou six habitants y apparaissent comme figurants.
Bovelles partage avec Belloy-sur-Somme (80) et un 3e village de la région (pour les séquences de l'école), le « privilège » d'entre-apercevoir le grand acteur Klaus Kinski, qui fidèle à sa réputation de « caractériel fantasque » ne daignera guère se montrer… accessible.

## Pour approfondir